# 4462 Vaughan
4462 Vaughan је астероид главног астероидног појаса чија средња удаљеност од Сунца износи 3,074 астрономских јединица (АЈ).
Апсолутна магнитуда астероида је 12,1.